# Gudrun Krämer

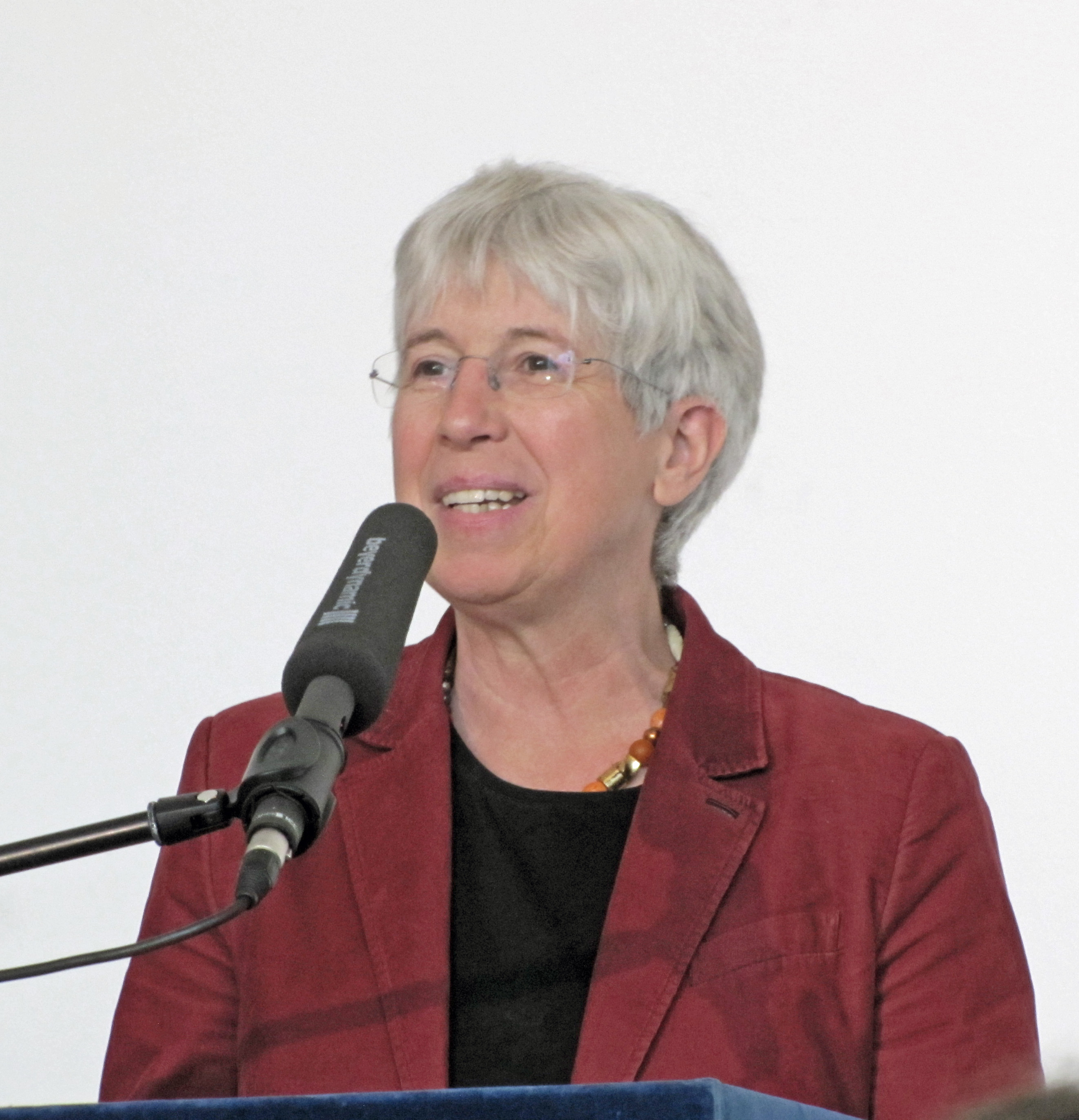
Gudrun Krämer im April 2015 bei den Römerberggesprächen

 Gudrun Krämer (* 3. August 1953 in Marburg) ist eine deutsche Islamwissenschaftlerin und Historikerin. Sie war Leiterin des Instituts für Islamwissenschaft an der Freien Universität Berlin.

## Leben und Wirken
Gudrun Krämer studierte von 1972 bis 1978 Geschichte, Islam- und Politikwissenschaft und Anglistik an den Universitäten Heidelberg, Bonn und Sussex. Nach dem Staatsexamen 1978 erfolgte 1981 ihre Promotion. Von 1982 bis 1994 war sie Referentin bei der Stiftung Wissenschaft und Politik. 1994 habilitierte sie sich an der Universität Hamburg und übernahm im selben Jahr eine Professur für Islamwissenschaft in Bonn. Von 1996 bis 2019 war sie Leiterin des Instituts für Islamwissenschaft an der FU Berlin, von 2007 bis 2018 außerdem Direktorin der im Rahmen der Exzellenzinitiative neu gegründeten „Berlin Graduate School Muslim Cultures and Societies“. Im Wintersemester 2024/2025 war sie Gastprofessorin an der Philologisch-Kulturwissenschaftliche Fakultät der Universität Wien.
Krämer war und ist Mitglied in den Beiräten zahlreicher in- und auslädnischer Institutionen, darunter des Bundesministeriums für wirtschaftliche Zusammenarbeit und der Bundeszentrale für politische Bildung. Sie ist Mitglied des Vorstands der „Stiftung Wissenschaft und Politik“. 2018–2024 war sie Mitglied des Wissenschaftsrats. Weiterhin ist sie Mitherausgeberin der Encyclopaedia of Islam und Mitglied der Berlin-Brandenburgischen Akademie der Wissenschaften.
Heute zählt sie zu den bekanntesten deutschen Islamwissenschaftlern und tritt häufig als Expertin im Rundfunk auf. Ihre Geschichte des Islam (2005) nahm Thomas Kerstan 2018 in seinen Kanon für das 21. Jahrhundert auf, einer Auswahl von Werken, die seines Erachtens „jeder kennen sollte“.

## Schwerpunkte und Positionen
Im Zentrum von Krämers Forschungs- und Veröffentlichungsaktivitäten steht die moderne Geschichte des Nahen Ostens, insbesondere die Themenkomplexe Islamismus und islamische politische Theorie.
Sie hat wiederholt zu politisch hochbrisanten Themen wie islamischem Antisemitismus, der Rolle von Nichtmuslimen unter muslimischer Herrschaft oder der Vereinbarkeit von Scharia und Menschenrechten veröffentlicht und Lehrveranstaltungen angeboten.
In der Debatte um die Thesen des deutschen Islamwissenschaftlers Sven Kalisch, der die historische Existenz Mohammeds anzweifelte, verteidigte sie diesen, sagte aber auch, dass sie ihn als Ausbilder islamischer Religionslehrer unter diesen Umständen als problematisch ansehe.
Mit ihrem 2011 erschienenem Werk Demokratie im Islam legt Krämer eine Sammlung früher Aufsätze zu den Themen Demokratie, Säkularismus, Staat und Toleranz in der islamischen Welt vor. Armin Pfahl-Traughber merkt in seiner Rezension des Buches an, dass die Texte nüchtern und sachlich geschrieben seien und neben den relevanten Basisinformationen auch kritische Einschätzungen enthalten würden, die bei aller konstatierten Vielfalt des Islam die eingeschränkte Freiheit in den von ihm dominierten Gesellschaften aufzeigten.
Am 4. Juni 2019 unterzeichnete sie einen Aufruf zur BDS-Kampagne. Die Unterzeichnerinnen wandten sich gegen eine pauschale Gleichsetzung von Antisemitismus und Unterstützung für BDS und kritisierten Israels Regierungspolitik, die den Nahost-Konflikt dramatisch zuspitzen wolle. 

## Ehrungen – Auszeichnungen
- 2010 Gerda Henkel Preis. Bei der Preisverleihung würdigte Michael Hanssler, der Vorsitzende der Gerda Henkel Stiftung, Krämers „‚Mut zum klaren öffentlichen Wort‘. Sie werde nicht müde, daran zu erinnern, dass der Islam an sich nicht gewalttätig und gefährlich sei“.[8]
- 2025 Preis des Historischen Kollegs (Verleihung im November 2025), vornehmlich für ihr Buch „Der Architekt des Islamismus. Hasan al-Banna und die Muslimbrüder. Eine Biographie“[9]

## Veröffentlichungen
- Ägypten unter Mubarak. Nomos, Baden-Baden 1986, ISBN 3-7890-1313-7.
- The Jews in Modern Egypt, 1914–1952. University of Washington Press, Seattle 1989, ISBN 1-85043-100-0.
- Gottes Staat als Republik. Zeitgenössische Muslime zu Islam, Menschenrechten und Demokratie. Nomos, Baden-Baden 1999, ISBN 3-7890-6416-5 (Zugleich Habilitationsschrift an der Universität Hamburg 1993).
- Geschichte Palästinas. Von der osmanischen Eroberung bis zur Gründung des Staates Israel. Beck, München 2002, ISBN 3-406-47601-5.
- Geschichte des Islam. Beck, München 2005, ISBN 978-3-406-53516-1.
- mit Sabine Schmidtke (Hrsg.): Speaking for Islam: Religious Authorities in Muslim Societies. Brill, Leiden 2006, ISBN 978-90-04-14949-6.
- Demokratie im Islam. Der Kampf für Toleranz und Freiheit in der arabischen Welt, Beck, München 2011, ISBN 978-3-406-62126-0.
- Neue Fischer Weltgeschichte. Band 9: Der Vordere Orient und Nordafrika ab 1500, S. Fischer, 2016, ISBN 978-3-10-010829-6.
- Der Architekt des Islamismus. Hasan al-Banna und die Muslimbrüder, Beck, München 2022, ISBN 978-3-406-78177-3.[10]
- Geschichte des Islam, Beck, München 2024, ISBN 978-3-406-81353-5.
- Local Modernity. Agency, Entanglement, and the Making of the Modern Middle East - Lokale Moderne. Agency, Austausch und die Entstehung des modernen Mittleren Ostens, Thyssen Lecture 2025, ISBN 978-3-926397-66-9